# Robursport Volley Pesaro 2007-2008
Questa voce raccoglie le informazioni riguardanti il Robursport Volley Pesaro nelle competizioni ufficiali della stagione 2007-2008.

## Stagione
La stagione 2007-08 è per il Robursport Volley Pesaro, sponsorizzato dalla Scavolini, la quinta consecutiva in Serie A1; in panchina arriva il tecnico Angelo Vercesi, mentre la rosa è rispetto alla stagione precedente quasi del tutto modificata con le poche conferme di Sheilla de Castro, Martina Guiggi, Carolina Costagrande e Marianne Steinbrecher, anche se quest'ultima viene ceduta per un breve periodo all'Esporte Clube Pinheiros, prima di ritornare nella squadra marchigiana. Tra i nuovi arrivi si segnalano quelli di Francesca Ferretti, Christiane Fürst, Elke Wijnhoven, mentre tra le partenze quelle di Lindsey Berg, Chiara Di Iulio, Chiara Dall'Ora, Kinga Maculewicz e Ramona Puerari.
Il campionato si apre con quattro vittorie consecutive, mentre la prima sconfitta arriva alla quinta giornata, in casa, contro il Volley Bergamo: sarà l'unica del girone di andata visto che poi la squadra otterrà soltanto risultati positivi, chiudendo la prima parte di campionato al primo posto e ottenendo la qualificazione ai quarti di finale di Coppa Italia. Anche nel girone di ritorno il club di Pesaro ottiene tutte vittorie, eccetto un unico stop alla dodicesima giornata contro la Futura Volley Busto Arsizio, terminando la regular season al primo posto. Nei quarti di finale dei play-off scudetto supera in due gare il Sassuolo Volley, così come nelle semifinali riesce a vincere le tre gare utili per arrivare alla finale contro l'Asystel Volley: nell'ultimo atto del campionato lo scontro è contro la Pallavolo Sirio Perugia ma anche in questo caso il Robursport Volley Pesaro si aggiudica le tre gare per conquistare per la prima volta il titolo di campione d'Italia.
Tutte le società partecipanti alla Serie A1 e Serie A2 2007-08 sono di diritto qualificate alla Coppa Italia; il Robursport Volley Pesaro conclude la prima fase a gironi con il secondo posto nel proprio raggruppamento venendo eliminata momentaneamente dalla competizione. Il primo posto al termine del girone di andata del campionato consente alla squadra marchigiana di rientrare per i quarti di finale, dove supera il Sassuolo Volley per 3-0, stesso risultato con cui sconfigge in semifinale la Futura Volley Busto Arsizio: la vittoria del trofeo va al Volley Bergamo che supera in finale per 3-2 il Robursport Volley Pesaro.
Il terzo posto in regular season e l'uscita nelle semifinali dei play-off scudetto nella stagione 2006-07 consente alla squadra pesarese di partecipare alla Coppa CEV: nei sedicesimi di finale supera con un doppio 3-0 il Club Sport Madeira, mentre negli ottavi di finale a soccombere è il Volleybal Vereniging AMVJ. Il Robursport Volley Pesaro raggiunge la Final Four di Belgrado battendo nei quarti di finale, sia nella gara di andata che in quella di ritorno, il Bialski Klub Sportowy: il successo in semifinale per 3-0 sul Volejbol'nyj klub Samorodok permette alle italiane di arrivare alla finale e di vincere il trofeo per la prima volta, battendo, con lo stesso risultato, l'Entente Sportive Le Cannet-Rocheville Volley-Ball.

## Organigramma societario
Area direttiva
- Presidente: Giancarlo Sorbini

Area tecnica
- Allenatore: Angelo Vercesi
- Allenatore in seconda: Riccardo Marchesi
- Scout man: Matteo Solforati

Area sanitaria
- Medico: Alfredo Bressan
- Preparatore atletico: Angelo Vercesi
- Fisioterapista: Corrado Ballarini, Esmeralda Fetahu

## Rosa
| N° | Nome                  | Ruolo | Data di nascita   | Nazionalità sportiva |
| -- | --------------------- | ----- | ----------------- | -------------------- |
| 1  | Lucia Lunghi          | L     | 22 novembre 1987  | Italia               |
| 1  | Agata Ridolfi         | C     | 25 luglio 1988    | Italia               |
| 3  | Benedetta Tonucci     | C     | 1990              | Italia               |
| 3  | Ilaria Garzaro        | C     | 29 settembre 1986 | Italia               |
| 6  | Elke Wijnhoven        | L     | 3 gennaio 1981    | Paesi Bassi          |
| 6  | Elisa Morolli         | S     | 1º gennaio 1993   | San Marino           |
| 7  | Marianne Steinbrecher | S/O   | 23 agosto 1983    | Brasile              |
| 8  | Natalia Brussa        | S/O   | 13 febbraio 1985  | Italia               |
| 9  | Carla Castiglione     | S/O   | 7 marzo 1989      | Argentina            |
| 10 | Francesca Ferretti    | P     | 15 febbraio 1984  | Italia               |
| 10 | Giorgiete Mengarda    | S     | 5 giugno 1972     | Italia               |
| 11 | Christiane Fürst      | C     | 29 marzo 1985     | Germania             |
| 12 | Carolina Costagrande  | S     | 15 ottobre 1980   | Italia               |
| 13 | Sheilla de Castro     | S/O   | 1º luglio 1983    | Brasile              |
| 14 | Martina Guiggi        | C     | 1º maggio 1984    | Italia               |
| 15 | Julieta Lazcano       | C     | 25 luglio 1989    | Argentina            |
| 16 | Giulia Petroccione    | L     | -                 | Italia               |
| 18 | Elisa Muri            | P     | 10 giugno 1984    | Italia               |

## Mercato
| Acquisti | Acquisti              | Acquisti           | Acquisti   |
| R.       | Nome                  | da                 | Modalità   |
| -------- | --------------------- | ------------------ | ---------- |
| S/O      | Natalia Brussa        | Forlì              | definitivo |
| S/O      | Carla Castiglione     | Boca Juniors       | definitivo |
| P        | Francesca Ferretti    | Chieri             | definitivo |
| C        | Christiane Fürst      | Dresdner           | definitivo |
| C        | Ilaria Garzaro        | Forlì              | definitivo |
| C        | Julieta Lazcano       | CA Juniors Córdoba | definitivo |
| L        | Giulia Petroccione    | -                  | definitivo |
| S/O      | Marianne Steinbrecher | Pinheiros          | definitivo |
| L        | Elke Wijnhoven        | Martinus           | definitivo |

| Cessioni | Cessioni              | Cessioni           | Cessioni   |
| R.       | Nome                  | a                  | Modalità   |
| -------- | --------------------- | ------------------ | ---------- |
| P        | Lindsey Berg          | Asystel            | definitivo |
| C        | Chiara Dall'Ora       | River              | definitivo |
| S        | Chiara Di Iulio       | Forlì              | definitivo |
| C        | Chiara Gattoni        | ?                  | definitivo |
| C        | Kinga Maculewicz      | Ícaro              | definitivo |
| C        | Martina Pierantoni    | ?                  | definitivo |
| L        | Ramona Puerari        | Giannino Pieralisi | definitivo |
| S        | Silvia Rovinelli      | ?                  | definitivo |
| S/O      | Marianne Steinbrecher | Pinheiros          | definitivo |
| C        | Benedetta Tonucci     | ?                  | definitivo |

## Risultati

### Serie A1

#### Girone di andata
| 1ª giornata - 7 ottobre 2007 PalaDionigi, Sant'Angelo in Lizzola    | Robursport Pesaro  | 3 - 0 | Busto Arsizio     | 27-25, 25-22, 29-27               |
| 2ª giornata - 10 ottobre 2007 PalaRuggi, Imola                      | Vicenza            | 0 - 3 | Robursport Pesaro | 21-25, 22-25, 11-25               |
| 3ª giornata - 14 ottobre 2007 PalaDionigi, Sant'Angelo in Lizzola   | Robursport Pesaro  | 3 - 1 | Sirio Perugia     | 25-22, 25-22, 23-25, 26-24        |
| 4ª giornata - 17 ottobre 2007 PalaMaddalene, Chieri                 | Chieri             | 2 - 3 | Robursport Pesaro | 25-19, 22-25, 17-25, 26-24, 10-15 |
| 5ª giornata - 28 novembre 2007 PalaDionigi, Sant'Angelo in Lizzola  | Robursport Pesaro  | 2 - 3 | Bergamo           | 25-19, 25-23, 19-25, 21-25, 14-16 |
| 6ª giornata - 4 dicembre 2007 PalaPaganelli, Sassuolo               | Sassuolo           | 0 - 3 | Robursport Pesaro | 22-25, 26-28, 20-25               |
| 7ª giornata - 9 dicembre 2007 PalaBaldassarra, Altamura             | Altamura           | 0 - 3 | Robursport Pesaro | 14-25, 19-25, 17-25               |
| 8ª giornata - 16 dicembre 2007 PalaDionigi, Sant'Angelo in Lizzola  | Robursport Pesaro  | 3 - 0 | Forlì             | 25-22, 25-22, 25-11               |
| 9ª giornata - 22 dicembre 2007 PalaDionigi, Sant'Angelo in Lizzola  | Robursport Pesaro  | 3 - 1 | Santeramo         | 30-32, 25-20, 25-20, 25-14        |
| 10ª giornata - 26 dicembre 2007 PalaTriccoli, Jesi                  | Giannino Pieralisi | 1 - 3 | Robursport Pesaro | 25-17, 18-25, 16-25, 20-25        |
| 11ª giornata - 29 dicembre 2007 PalaDionigi, Sant'Angelo in Lizzola | Robursport Pesaro  | 3 - 0 | Asystel           | 25-22, 25-20, 25-18               |

#### Girone di ritorno
| 12ª giornata - 27 gennaio 2008 PalaYamamay, Busto Arsizio           | Busto Arsizio     | 3 - 2 | Robursport Pesaro  | 26-24, 25-15, 21-25, 24-26, 18-16 |
| 13ª giornata - 3 febbraio 2008 PalaDionigi, Sant'Angelo in Lizzola  | Robursport Pesaro | 3 - 0 | Vicenza            | 25-19, 25-19, 25-19               |
| 14ª giornata - 6 febbraio 2008 PalaEvangelisti, Perugia             | Sirio Perugia     | 0 - 3 | Robursport Pesaro  | 19-25, 22-25, 25-27               |
| 15ª giornata - 10 febbraio 2008 PalaDionigi, Sant'Angelo in Lizzola | Robursport Pesaro | 3 - 1 | Chieri             | 19-25, 32-30, 26-24, 32-30        |
| 16ª giornata - 15 febbraio 2008 PalaNorda, Bergamo                  | Bergamo           | 2 - 3 | Robursport Pesaro  | 25-22, 22-25, 19-25, 25-16, 18-20 |
| 17ª giornata - 24 febbraio 2008 PalaDionigi, Sant'Angelo in Lizzola | Robursport Pesaro | 3 - 2 | Sassuolo           | 21-25, 26-24, 25-23, 21-25, 15-12 |
| 18ª giornata - 2 marzo 2008 PalaDionigi, Sant'Angelo in Lizzola     | Robursport Pesaro | 3 - 0 | Altamura           | 25-14, 25-19, 25-23               |
| 19ª giornata - 9 marzo 2008 PalaGalassi, Forlì                      | Forlì             | 0 - 3 | Robursport Pesaro  | 12-25, 20-25, 27-29               |
| 20ª giornata - 12 marzo 2008 PalaCooper, Santeramo in Colle         | Santeramo         | 0 - 3 | Robursport Pesaro  | 18-25, 23-25, 22-25               |
| 21ª giornata - 22 marzo 2008 PalaDionigi, Sant'Angelo in Lizzola    | Robursport Pesaro | 3 - 2 | Giannino Pieralisi | 24-26, 22-25, 25-21, 25-22, 15-11 |
| 22ª giornata - 1º aprile 2008 PalaDalLago, Novara                   | Asystel           | 2 - 3 | Robursport Pesaro  | 25-23, 23-25, 25-23, 21-25, 11-15 |

#### Play-off scudetto
| Quarti di finale (gara 1) - 9 aprile 2008 PalaPaganelli, Sassuolo         | Sassuolo          | 1 - 3 | Robursport Pesaro | 19-25, 23-25, 25-21, 22-25        |
| Quarti di finale (gara 2) - 12 aprile 2008 Palazzetto dello Sport, Pesaro | Robursport Pesaro | 3 - 2 | Sassuolo          | 20-25, 28-26, 17-25, 25-23, 18-16 |
| Semifinali (gara 1) - 17 aprile 2008 PalaDalLago, Novara                  | Asystel           | 1 - 3 | Robursport Pesaro | 25-23, 13-25, 21-25, 14-25        |
| Semifinali (gara 2) - 19 aprile 2008 Palazzetto dello Sport, Pesaro       | Robursport Pesaro | 3 - 1 | Asystel           | 25-22, 25-19, 24-26, 25-22        |
| Finale (gara 1) - 24 aprile 2008 Palazzetto dello Sport, Pesaro           | Robursport Pesaro | 3 - 1 | Sirio Perugia     | 21-25, 25-21, 25-16, 25-23        |
| Finale (gara 2) - 26 aprile 2008 Palazzetto dello Sport, Pesaro           | Robursport Pesaro | 3 - 1 | Sirio Perugia     | 25-22, 25-11, 22-25, 25-22        |
| Finale (gara 3) - 28 aprile 2008 PalaEvangelisti, Perugia                 | Sirio Perugia     | 2 - 3 | Robursport Pesaro | 18-25, 25-19, 25-17, 17-25, 12-15 |

### Coppa Italia

#### Fase a gironi
| 1ª giornata - 21 ottobre 2007 PalaDionigi, Sant'Angelo in Lizzola  | Robursport Pesaro | 3 - 0 | Virtus Roma       | 25-22, 25-12, 25-21               |
| 2ª giornata - 24 ottobre 2007 PalaDionigi, Sant'Angelo in Lizzola  | Robursport Pesaro | 1 - 3 | Esperia           | 25-18, 20-25, 16-25, 23-25        |
| 3ª giornata - 28 ottobre 2007 PalaCooper, Santeramo in Colle       | Santeramo         | 3 - 1 | Robursport Pesaro | 25-18, 25-19, 21-25, 25-18        |
| 4ª giornata - 4 novembre 2007 PalaBertoni, Crema                   | Esperia           | 2 - 3 | Robursport Pesaro | 21-25, 25-16, 21-25, 25-23, 14-16 |
| 5ª giornata - 11 novembre 2007 PalaDionigi, Sant'Angelo in Lizzola | Robursport Pesaro | 3 - 1 | Santeramo         | 26-24, 25-20, 24-26, 27-25        |
| 6ª giornata - 17 novembre 2007 Palazzetto dello Sport, Colleferro  | Virtus Roma       | 1 - 3 | Robursport Pesaro | 18-25, 21-25, 28-26, 22-25        |

#### Fase a eliminazione diretta
| Quarti di finale - 28 marzo 2008 PalaSavena, San Lazzaro di Savena | Robursport Pesaro | 3 - 0 | Sassuolo          | 25-15, 25-19, 25-18               |
| Semifinali - 29 marzo 2008 PalaSavena, San Lazzaro di Savena       | Busto Arsizio     | 0 - 3 | Robursport Pesaro | 17-25, 15-25, 10-25               |
| Finale - 30 marzo 2008 PalaSavena, San Lazzaro di Savena           | Robursport Pesaro | 2 - 3 | Bergamo           | 25-22, 22-25, 25-19, 27-29, 16-18 |

### Coppa CEV

#### Fase a eliminazione diretta
| Sedicesimi di finale (andata) - 25 novembre 2007 PalaDionigi, Sant'Angelo in Lizzola  | Robursport Pesaro | 3 - 0 | Madeira           | 25-22, 25-12, 25-14        |
| Sedicesimi di finale (ritorno) - 1º dicembre 2007 ?, ?                                | Madeira           | 0 - 3 | Robursport Pesaro | 16-25, 18-25, 22-25        |
| Ottavi di finale (andata) - 13 dicembre 2007 PalaDionigi, Sant'Angelo in Lizzola      | Robursport Pesaro | 3 - 1 | AMVJ              | 25-15, 25-27, 25-20, 25-19 |
| Ottavi di finale (ritorno) - 19 dicembre 2007 Emergohal Amstelveen, Amstelveen        | AMVJ              | 0 - 3 | Robursport Pesaro | 18-25, 25-27, 20-25        |
| Quarti di finale (andata) - 23 gennaio 2015 PalaDionigi, Sant'Angelo in Lizzola       | Robursport Pesaro | 3 - 1 | BKS               | 23-25, 25-20, 25-22, 25-23 |
| Quarti di finale (ritorno) - 31 gennaio 2015 Hala Widowiskowo-Sportowa, Bielsko-Biała | BKS               | 0 - 3 | Robursport Pesaro | 19-25, 19-25, 21-25        |
| Semifinali - 15 marzo 2008 Pionir Hall, Belgrado                                      | Robursport Pesaro | 3 - 0 | Samorodok         | 25-15, 25-20, 25-15        |
| Finale - 16 marzo 2008 Pionir Hall, Belgrado                                          | Robursport Pesaro | 3 - 0 | Le Cannet         | 25-15, 25-14, 26-24        |

## Statistiche

### Statistiche di squadra
| Competizione | Punti | In casa | In casa | In casa | In trasferta | In trasferta | In trasferta | Totale | Totale | Totale |
| Competizione | Punti | G       | V       | P       | G            | V            | P            | G      | V      | P      |
| ------------ | ----- | ------- | ------- | ------- | ------------ | ------------ | ------------ | ------ | ------ | ------ |
| Serie A1     | 57    | 15      | 14      | 1       | 14           | 13           | 1            | 29     | 27     | 2      |
| Coppa Italia | 18    | 3       | 2       | 1       | 3            | 2            | 1            | 9      | 6      | 3      |
| Coppa CEV    | -     | 3       | 3       | 0       | 3            | 3            | 0            | 8      | 8      | 0      |
| Totale       | -     | 21      | 19      | 2       | 20           | 18           | 2            | 46     | 41     | 5      |

G = partite giocate; V = partite vinte; P = partite perse

### Statistiche dei giocatori
| N. Brussa       | 16 | 42  | 35  | 3   | 4  | Statistiche assenti | Statistiche assenti | Statistiche assenti |
| C. Castiglione  | 5  | 3   | 2   | 0   | 1  | Statistiche assenti | Statistiche assenti | Statistiche assenti |
| C. Costagrande  | 29 | 580 | 464 | 98  | 18 | Statistiche assenti | Statistiche assenti | Statistiche assenti |
| S. de Castro    | 29 | 455 | 395 | 44  | 16 | Statistiche assenti | Statistiche assenti | Statistiche assenti |
| F. Ferretti     | 29 | 67  | 25  | 34  | 8  | Statistiche assenti | Statistiche assenti | Statistiche assenti |
| C. Fürst        | 29 | 261 | 159 | 82  | 20 | Statistiche assenti | Statistiche assenti | Statistiche assenti |
| I. Garzaro      | 26 | 36  | 23  | 12  | 1  | Statistiche assenti | Statistiche assenti | Statistiche assenti |
| M. Guiggi       | 28 | 354 | 223 | 113 | 18 | Statistiche assenti | Statistiche assenti | Statistiche assenti |
| J. Lazcano      | 0  | 0   | 0   | 0   | 0  | Statistiche assenti | Statistiche assenti | Statistiche assenti |
| L. Lunghi       | 25 | 0   | 0   | 0   | 0  | Statistiche assenti | Statistiche assenti | Statistiche assenti |
| G. Mengarda     | -  | -   | -   | -   | -  | Statistiche assenti | Statistiche assenti | Statistiche assenti |
| E. Morolli      | -  | -   | -   | -   | -  | Statistiche assenti | Statistiche assenti | Statistiche assenti |
| G. Petroccione  | -  | -   | -   | -   | -  | Statistiche assenti | Statistiche assenti | Statistiche assenti |
| A. Ridolfi      | -  | -   | -   | -   | -  | Statistiche assenti | Statistiche assenti | Statistiche assenti |
| M. Steinbrecher | 25 | 285 | 241 | 33  | 11 | Statistiche assenti | Statistiche assenti | Statistiche assenti |
| E. Muri         | 2  | 0   | 0   | 0   | 0  | Statistiche assenti | Statistiche assenti | Statistiche assenti |
| B. Tonucci      | 1  | 0   | 0   | 0   | 0  | Statistiche assenti | Statistiche assenti | Statistiche assenti |
| E. Wijnhoven    | 29 | 0   | 0   | 0   | 0  | Statistiche assenti | Statistiche assenti | Statistiche assenti |

P = presenze; PT = punti totali; AV = attacchi vincenti; MV = muri vincenti; BV = battute vincenti